# Sean Hood
Sean Hood (ur. 13 sierpnia 1966 w Milwaukee w stanie Wisconsin, USA) – amerykański scenarzysta, znany z pracy nad horrorami i thrillerami psychologicznymi.
Studiował matematykę teoretyczną i scenografię na Brown University w Providence, następnie kontynuował edukację w USC School of Cinematic Arts w Los Angeles. Naukę ukończył w roku 1997. Za reżyserię i scenariusz do krótkometrażowego filmu The Shy and the Naked Sloan Foundation przyznało mu nagrodę specjalną, z kolei za film Melancholy Baby został uhonorowany Nagrodą Ekscelencji podczas Accolade Competition.
Odkryty przez organizację Filmmakers Alliance, często współpracował z jej dyrektorem Jacquesem Thelemaque. Wcześniej był pracownikiem wydziału scenograficznego przy piętnastu filmach, m.in. Podziemnym kręgu, Prawdziwych kłamstwach i Slumber Party Massacre 3.

## Filmografia
- 1998: The Shy and the Naked – reżyseria, scenariusz
- 2002: Halloween: Resurrection – scenariusz
- 2002: Cube 2 (Cube 2: Hypercube) – scenariusz
- 2005: Przeklęta (Cursed) – poprawki stylistyczne (poza czołówką)
- 2005: Kruk IV (The Crow: Wicked Prayer) – scenariusz
- 2006: Mistrzowie horroru (Masters of Horror), odc. Chora dziewczyna (Sick Girl) – scenariusz
- 2008: Melancholy Baby – reżyseria, scenariusz
- 2011: Conan Barbarzyńca 3D (Conan the Barbarian 3D) – scenariusz
- The Breathtaker (w produkcji) – scenariusz[2]
- Nellie Bly (w produkcji) – scenariusz[3]